# Hochofenwand
Die Hochofenwand ist ein 3431 m (nach anderen Angaben nur 3430 m) hoher Berg in den Ortler-Alpen. Sie befindet sich im Südtiroler Teil des Nationalparks Stilfserjoch.

## Lage und Umgebung
Die Hochofenwand liegt in den Laaser Bergen, einer nördlichen Untergruppe der Ortler-Alpen. Sie erhebt sich in dem Kamm zwischen dem inneren Laaser Tal im Osten und dem inneren Zaytal, einem Seitental des Suldentals, im Westen. Der felsige Gipfel präsentiert sich als scharfer langgezogener Grat, der im Süden durch die Ofenwandscharte (3302 m) vom Hohen Angelus (3521 m) und im Norden durch eine etwa 3260 m hohe Scharte vom Kleinen Angelus (3318 m) getrennt wird. Auf zwei Seiten wird der Berg noch von kleineren Gletscherflächen eingerahmt: westseitig vom Zayferner, ostseitig vom Ofenwandferner.

## Alpinismus
Die durch viel brüchigen Fels charakterisierte Hochofenwand wird selten bestiegen und in der Regel nur im Rahmen einer Gratüberschreitung vom Großen zum Kleinen Angelus begangen. Die erste bekannte Besteigung fand am 21. Juli 1872 statt, als Victor Hecht und Johann Pinggera den Gipfel über den Südgrat erreichten. Der einfachste Zustieg erfolgt heute über den Nordgrat und erfordert Klettereien im II. Grad. Die nächstgelegenen Stützpunkte für Bergsteiger sind die Düsseldorfer Hütte im Südwesten und die Obere Laaser Alm im Nordosten.